# Поперешнюк Володимир Анатолійович
Володимир Поперешнюк (нар. 22 червня 1975, Кишинів, Молдова) — український підприємець, співзасновник компанії «Нова пошта».
До 2014 року — операційний директор компанії «Нова пошта». Станом на 2017 рік — член Наглядової ради компанії, голова комітету Наглядової ради з корпоративного управління.
Має ступінь Executive МВА Міжнародного інституту бізнесу (Київ).

## Життєпис
Народився 22 червня 1975 року в м. Кишинів, Молдова.
Батько Поперешнюк Анатолій Григорович, народився 28 лютого 1950 року. Закінчив Київський Інститут Легкої промисловості. За фахом інженер-енергетик. Мати Поперешнюк Любов Борисівна, народилася 21 лютого 1952 року. Закінчила Київський Інститут Легкої промисловості. Працювала інженером-технологом харчової промисловості. 15 років трудової діяльності присвятила підприємництву, заснувавши компанію «Харчовик». Батьки познайомилися у Києві, коли вчилися у Інституті харчових технологій. Пізніше за направленням переїхали у Кишинів. В даний момент батьки перебувають на пенсії.
У 1988 році сім'я переїхала до Полтави, де Поперешнюк в 1992 році закінчив загальну середню школу № 31.

### Освіта
З 1992 по 1998 роки навчався у Харківському авіаційному інституті за спеціальністю «Інженер-механік авіаційних двигунів та енергетичних установок».
У 1996—1997 роках отримав другу вищу освіту у Харківському інженерно-економічному інституті за спеціальністю «Інженер-економіст».
Має ступінь Executive МВА Міжнародного інституту бізнесу (Київ). Навчання з 2004 по 2006 рік.

## Підприємництво
1998 рік — ПП «Харчовик», Полтава. Сімейний бізнес з виробництва кондитерських виробів.
У 2001 році разом з Вячеславом Климовим та Інною Поперешнюк, не маючи власного транспорту, засновує компанію Нова пошта з надання послуг експрес-перевезення відправлень та вантажів. Перша інвестиція в компанію склала 7000 $, які були взяті в борг у підприємства «Харчовик».
Станом на 2017 рік — член Наглядової ради компанії, голова комітету Наглядової ради з корпоративного управління та Комітету з якості та сервісу.

## Громадська діяльність
У 2022 р. разом з Михайлом Чернишовим заснував видавництво Well Books, яке спеціалізується на перекладах та виданні наукової літератури Австрійської школи економіки та лібертаріанства.
У 2024 р. став співзасновником Міжнародного Інституту Свободи (ILI) — неприбуткової громадської організації, яка популяризує, розвиває ідеї та цінності особистої, економічної, політичної свободи Людини; створює сучасну Українсько-Австрійську економічну школу, яка відстоює мінімальне втручання держави у діяльність бізнесу та людей; досліджує транзит економік країн від соціалістичної моделі до капіталістичної; пропонує науково-практичні та комплексні рішення для України, інших країн Європи та світу; підвищує економічну, фінансову грамотність, створює попит на наукові знання та економіку здорового глузду.

## Родина
Одружений. Дружина — Аліна Поперешнюк. Виховує чотирьох дітей.